# Grotte Jacqueline
Pour les articles homonymes, voir Jacqueline.
La grotte Jacqueline est une grotte située sur le territoire de la commune de Pierre-la-Treiche, en rive droite de la Moselle. C'est la quatrième plus grande grotte du département de Meurthe-et-Moselle pour ce qui est du développement connu.
Cette grotte faisait partie initialement d'un endokarst situé sous le fond de la vallée de la Moselle ; cet endokarst a été recoupé lorsque la rivière s'est encaissée. Avant sa capture par la Meurthe, la Moselle a participé à la création et à l'élargissement de l'ensemble des grottes puis à leur comblement avec ses alluvions.

## Historique
Cette grotte a été inventée par Jean Colin, habitant à Pierre-la-Treiche, en 1948 puis explorée partiellement par le Groupe spéléologique lorrain (Galerie G.S.L.) entre 1948 et 1949. C'est vers 1960 que Michel Louis (°1936 - †2001) et les membres de l'Association spéléologique de Haute-Marne basée à Saint-Dizier découvrent l'entrée L, la jonction et les boyaux Secondaires.

## Classement spéléologique
L'ensemble de la cavité est de classe 1.
Entre décembre 1962 et janvier 1963 Michel Louis et les membres de l'USAN découvrent l'entrée A et la Nouvelle Galerie.

## Faune
Le 13 mars 1949 B. Brutel a découvert un diploure campodéidé à l'entrée du boyau après la première salle, mais l'unique exemplaire trouvé a été perdu avant d'être examiné. En mars-avril 1963 deux séances de piégeage ont permis de récolter de nombreux biotes (acariens, aranéides, chiroptères, coléoptères, collemboles et diptères).
Les entrées de la grotte abritent une faune troglophile comprenant notamment l'araignée Meta menardi.